# 圣皮埃尔代弗勒尔
圣皮埃尔德弗勒尔（法語：Saint-Pierre-des-Fleurs，法語發音：[sɛ̃ pjɛʁ de flœʁ]）是法国厄尔省的一个市镇，位于该省北部，属于贝尔奈区。

## 地理
圣皮埃尔德弗勒尔（49°15'2"N, 0°57'57"E）面积2.79 平方千米，位于法国诺曼底大区厄尔省，该省份为法国北部内陆省份，北起滨海塞纳省，西接奧恩省和卡爾瓦多斯省，南至厄尔-卢瓦省，东临瓦兹省、瓦兹河谷省和伊夫林省。
与圣皮埃尔德弗勒尔接壤的市镇（或旧市镇、城区）包括：勒蒂德卢瓦松、拉索赛、勒贝克托马、圣旺德蓬舍伊。
圣皮埃尔德弗勒尔的时区为UTC+01:00、UTC+02:00（夏令时）。

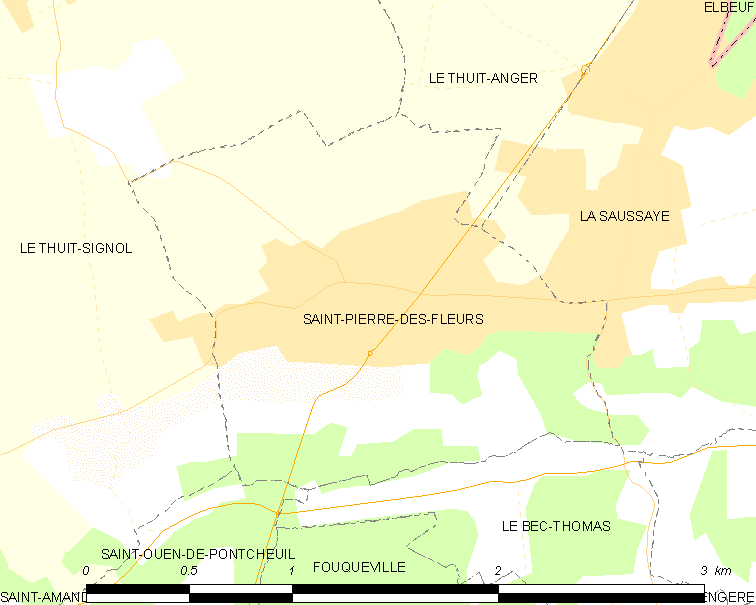
圣皮埃尔德弗勒尔的OSM定位图

## 行政
圣皮埃尔德弗勒尔的邮政编码为27370，INSEE市镇编码为27593。

## 政治
圣皮埃尔德弗勒尔所属的省级选区为大布特鲁尔德县。

## 人口

1962-2008年间圣皮埃尔德弗勒尔人口变化图示

圣皮埃尔德弗勒尔于2022年1月1日时的人口数量为1688人。